# 明日驕陽
《明日驕陽》（日语：／）是日本TBS電視台於2008年7月6日開始在TBS周日劇場播放，共10集，由竹野內豐主演。

### 演員表

#### 主要演員
| 演員     | 角色     | 粵語配音 | 介紹 | 年齡 |
| 竹野內豐 | 森山航平 | 陳 欣    | 西山室市職員（第1回、第2回）→西山室市民醫院擔當透析中心（第3回以後） 在8年前創立的醫療失誤契機辭職 沒有麻醉學醫生處理腹部主動脈瘤破裂的緊急手術（第3回，血管外科），腦外科的手術（第2回），產科的手術（第1回）的醫生                                                                                          | 35歲 |
| 菅野美穗 | 田中愛子 | 程文意   | 西山室市民醫院護士 有離婚經歷 母親也是護士 是熱血漢，不過在救助人的生命的上比誰都竭盡了全力 | 28歲 |
| 緒川玉   | 遠藤紗綾 | 黃玉娟   | 學習經營學的腦外科醫生 為了重建有負債的市民醫院被西山室市派遣 在本市民醫院只留下「成為錢的患者」，封閉不獲得利益的診療科 考慮在腦外科專業的「名人的醫院」裡縫紉 可是，合理的勝為利益優先的方針與愛子們對立 介意因病倒下的母親樣子，急忙地去到母親的原來的途中弄錯從台階滾下。被西山室市民醫院作為急病患者搬送 | 35歲 |

#### 愛子的家庭
- 田中七海 - 黑川智花（粵語配音：何璐怡）
- 田中好美 - 永島暎子（粵語配音：陳凱婷）

#### 西山室市民醫院

##### 員工
- 原田和子 - 江戶晴美（粵語配音：蔡惠萍）
- 加藤圭太 - 永田彬（粵語配音：曹啟謙）
- 杉山麻衣 - 橋本真實（粵語配音：鄭麗麗）
- 瀧澤希美 - 有村實樹（粵語配音：林芷筠）
- 三島千夏 - 秋田真琴（粵語配音：楊善諭）
- 橋元聡子 -  氏家惠（粵語配音：林丹鳳）
- 藪內二郎 - 六角慎司（粵語配音：馮錦堂）
- 柿沼高太郎 - 志賀廣太郎（粵語配音：黃子敬）
- 仙道郁夫 - 岸部一德（粵語配音：朱子聰）
- 片岡庸一 - 田中實（粵語配音：張錦江）

##### 管理
- 仙道郁夫 - 岸部一德（粵語配音：朱子聰）
- 松永泰三 - 品川徹（粵語配音：李錦綸）

##### 病人
- 池田誠  - 澤木路加（粵語配音：張裕東）
- 金子歩 - 村松利史（粵語配音：林國雄）

#### 收視率
| 集數                                                              | 播放日期       | 日文副標題 | 中文副標題                                 | 導演       | 收視率 | 備註           |
| 第1集                                                             | 2008年07月06日 |            | 醫療是人還是錢!?                           | 山室大輔   | 16.8%  | 初回延長30分鐘 |
| 第2集                                                             | 2008年07月13日 |            | 用錢時買生命                               | 山室大輔   | 13.9%  |                |
| 第3集                                                             | 2008年07月20日 |            | 被揭發的醫療失誤〜並且，父母和子女的紐帶〜 | 川嶋龍太郎 | 13.5%  |                |
| 第4集                                                             | 2008年07月27日 |            | 加害者和受害者〜人生臨終的醫院~            | 韓哲       | 12.2%  |                |
| 第5集                                                             | 2008年08月03日 |            | 被坦白的眼淚〜醫療失誤封印的笑容〜         | 山室大輔   | 10.3%  |                |
| 第6集                                                             | 2008年08月10日 |            | 被訴諸的醫院                               | 川嶋龍太郎 | 10.5%  |                |
| 第7集                                                             | 2008年08月17日 |            | 被棄而不顧的患者                           | 韓哲       | 12.9%  |                |
| 第8集                                                             | 2008年08月24日 |            | 護理師長，倒下了!!                         | 山室大輔   | 13.0%  |                |
| 第9集                                                             | 2008年08月31日 |            | 妻子的死和醫院封閉                         | 川嶋龍太郎 | 10.4%  |                |
| 最終回                                                            | 2008年09月07日 |            | 別死！ 醫院…!!                             | 山室大輔   | 14.1%  |                |
| 平均收視率12.6%（收視率為日本關東地區收視，由Video Research調查） |                |            |                                            |            |        |                |

## 作品的變遷
| TBS電視台系列 TBS電視台周日劇場         | TBS電視台系列 TBS電視台周日劇場      | TBS電視台系列 TBS電視台周日劇場 |
| --------------------------------------- | ------------------------------------ | ------------------------------- |
|                                         | 明日驕陽 （2008年7月6日－9月7日）    |                                 |
| 我的野蠻女友 （2008年4月20日－6月29日） | SCANDAL （2008年10月19日－12月21日） |                                 |